# Stacja wolność
Stacja Wolność – trzynasty studyjny album zespołu Farben Lehre, wydany 1 września 2018.

## Lista utworów
1. „Stacja wolność” – 2:53
2. „12 pytań” – 3:04
3. „Kamienie” – 3:26
4. „Ali-Baba” – 3:20
5. „Prawdziwka” – 2:53
6. „Kontratak” – 3:12
7. „Metafory” – 3:09
8. „Przebudzenie” – 3:34
9. „Marionetka” – 3:11
10. „Zero” – 3:12
11. „Tak niewiele” – 3:13
12. „Wódz” – 2:57
13. „Nie lubię” – 2:49
14. „Dobranoc” – 3:10
15. „Ludzie we mgle” – 4:41

Bonus CD
1. „Farben Lehre” (Dritte Wahl cover) – 3:13
2. „Oto emigranci” (Nowa aranżacja) – 2:47
3. „10 małych Szyszkowników” (Die Toten Hosen cover) – 3:09
4. „Magia” (feat. Gutek, Mariusz Kumala) – 2:56
5. „Metafory II” – 3:00

## Muzycy
- Wojciech Wojda – wokal, teksty
- Konrad Wojda – gitara, wokal (10), chórki
- Filip Grodzicki – gitara basowa, chórki
- Gerard Klawe – perkusja, przeszkadzajki, chórki

Gościnnie wystąpili:
- Michał Jelonek – skrzypce, altówka, gitara (04, 07, 08, 14, 15)
- Agata Wojda – chórki (08, 11, 15)
- Piotr „Gutek” Gutkowski – wokal (19)